# Arado Ar 240
Die Arado Ar 240 war ein Zerstörer und Schnellbomber der Arado Flugzeugwerke vom Anfang der 1940er-Jahre. Sie wurde ohne Ausschreibungswettbewerb direkt vom Technischen Amt des Reichsluftfahrtministeriums (RLM) beauftragt und sollte als fortschrittliche Ergänzung zu der zur gleichen Zeit in der Entwicklung befindlichen Messerschmitt Me 210 dienen.
Das Flugzeug war als Zerstörer, Schnellbomber, Höhenjäger, Aufklärer und Nachtjäger konzipiert. Eine besondere konstruktive Eigenart war der patentierte „Arado Wanderflügel“, der eine Weiterentwicklung der Fowlerklappen darstellte. Diese Auftriebshilfen mit großer Tiefe wurden notwendig, da die Konstruktion auf eine hohe Geschwindigkeit mit minimaler Flügelfläche optimiert wurde, was zwangsläufig eine relativ hohe Flächenbelastung mit sich brachte.

## Geschichte
Ausgangspunkt der Entwicklung der Ar 240 waren die Bemühungen des Technischen Amtes des RLM, neben der Me 210 einen weiteren Entwurf als Zerstörer und Schnellbomber zu entwickeln. Dieser sollte gegenüber der Messerschmitt-Konstruktion fortschrittlicher ausgelegt sein. Ziel war dabei, kleinste Oberflächen, geringste Querschnitte und damit einen minimalen Luftwiderstand zu erreichen. Die Ar 240E sollte eine Rumpfquerschnittsfläche von 1,42 m² erhalten, nur geringfügig größer als der einer Messerschmitt Bf 109 mit 1,05 m². Auch die Triebwerksanordnung und -ausführung sollte aerodynamisch optimiert werden. Mit dem gleichzeitig geplanten Einbau von Sturzflugbremsen, einer Druckkabine und eines Waffenturms war allerdings eine deutliche Gewichtserhöhung und damit kritische Flächenbelastung von bis zu 390 kg/m² zu erwarten.
Deshalb kam der Verwendung von auftriebserhöhenden Hilfsflügeln eine entscheidende Bedeutung zu. Nach einem zunächst geplanten sogenannten „Fächer-Querruder“ wurde schließlich der „Arado-Wanderflügel“ eingesetzt. Dieser war ein Stück des Tragflächenprofils, wobei die feste vordere Tragfläche nach hinten bereits vor dem Profilende abschloss. Der restliche Teil des Profils ragte mit seinem vorderen Teil unter den festen Teil des Profils und war dabei nach hinten verschieb- und schwenkbar.
Im Februar 1939 begann der Bau des ersten Prototyps. Ab dem dritten wurden die Konstruktion wesentlich geändert und beispielsweise das Cockpit – nun als Druckkabine mit seitlich aufklappbarem Kabinendach – im Bugbereich untergebracht. Die vorgesehenen ferngesteuerten Waffendrehtürme waren anfangs noch nicht verfügbar. Die Flugerprobung dieser Abwehrwaffen wurde innerhalb von drei Monaten 1940 in einer umgebauten Messerschmitt Bf 110 C-1 durchgeführt. Wegen Vereisungsproblemen verzögerte sich die Entwicklung der zugehörigen Periskope jedoch, vor allem bei Sturzflügen erblindete die Optik. Das Problem wurde schließlich durch eine Überdruckfüllung mit vorgetrockneter Luft gelöst. Auch die Sichtbereichsüberwachung durch die Optik des Periskopvisiers war noch nicht optimal gelöst, da selbst bei 1,6-facher Vergrößerung des Bildes der Schütze sein Ziel nicht früh genug erfassen konnte.
Am 10. Mai 1940 erfolgte der Erstflug der Ar 240 V1, zwei Monate später folgte die V2. Beide Flugzeuge zeigten in der nachfolgenden Erprobung außerordentlich schlechte Flugeigenschaften. Daraufhin wurde zuerst der Rumpf verlängert und die Kabine rückte vom Bereich des Mittelflügels nach vorne in die Bugspitze. Mit diesen Änderungen begann die Erprobung der Ar 240 V3 im Frühjahr 1941, die Seitenstabilität erwies sich jedoch immer noch als zu gering. Als Abhilfe wurden zusätzliche Hilfsflossen an der Ober- und Unterseite des „Hecksteißes“ (Sturzflugbremsen) vorgesehen. Zur Behebung der ebenfalls mangelhaften Querstabilität erhielt die V3 die neuen „Wanderflügel“-Querruder. In diesem Zustand wurde sie im Sommer 1941 zur Truppenerprobung an die Luftwaffe abgegeben. Dort wurden wegen der Unzuverlässigkeit sowohl die ferngesteuerten als auch die Starrwaffen ausgebaut und die Maschine als Aufklärer eingesetzt, wobei sie sich wegen der hohen erreichbaren Geschwindigkeit jedem Jägerangriff entziehen konnte.

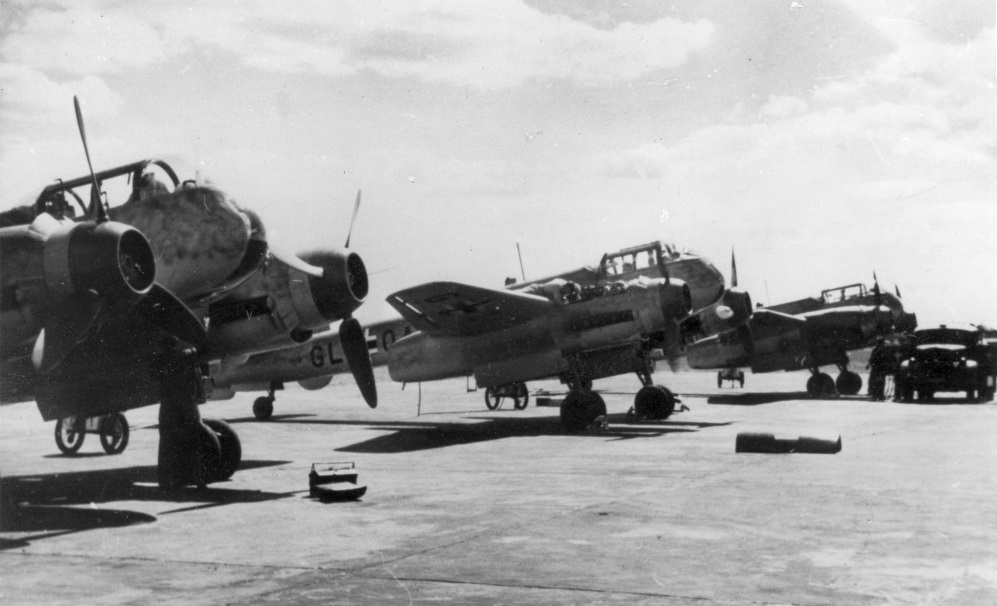
Arado Ar 240 A-0

Die Ar 240 V4 wurde als Sturzbomber gebaut und erhielt erstmals DB-603A-Triebwerke, während die ersten drei Prototypen noch mit den DB 601 ausgerüstet waren. Die V5 und V6 starteten im Oktober 1942 zu ihren Erstflügen und sollten die beiden Mustermaschinen für die A-0-Vorserie sein. Die Flugeigenschaften konnten durch die Verwendung eines neuen Profils mit größerer Dickenrücklage deutlich verbessert werden. Für den Bau von 40 weiteren Ar 240 A-0 waren die AGO-Werke in Oschersleben vorgesehen. Die Produktionseinrichtung und der Materialzuschnitt war bereits zu 80 % abgeschlossen, als Erhard Milch die gesamte Serie stoppen und das Material verschrotten ließ. Lediglich vier Maschinen wurden als Nullserie A-01 bis A-04 gebaut, weitere vier Maschinen wurden in vielen Details verändert als Prototypen V7 bis V10 fertiggestellt.
Die A-01 und A-02 wurden beim Jagdgeschwader 5 (Eismeer-Geschwader) eingesetzt, während die dritte Maschine bei der 2. Staffel der Fernaufklärergruppe 122 (2.(F)/122) in Italien verwendet wurde. Diese Maschine führte im Juli 1943 einen einzigen Aufklärungsflug durch und musste nach einer Bruchlandung abgeschrieben werden. Die A-04 wurde ebenfalls in Italien eingesetzt, jedoch kurz darauf zu Arado zurückbeordert. Daraufhin erfolgten Umbauten zum Prototyp der Ar 440, der Verbleib der Maschine ist unbekannt.
Die nachfolgenden V7 und V8 waren mit DB-605-Triebwerken ausgerüstete Prototypen für die Ar 240B. Die Truppenerprobung erbrachte sehr schlechte Ergebnisse, sodass weitere Änderungen notwendig wurden. V9 (Zerstörer) und V10 (Nachtjäger) waren Prototypen für die C-Serie, sie erhielten eine Tragfläche mit einer von 14,30 m auf 16,60 m vergrößerten Spannweite und DB-603A-Triebwerke. V11 und V12 waren als weitere Prototypen der C-Serie geplant; eine Fertigstellung kann nicht nachgewiesen werden. Die Erprobung der C-Serie begann im Frühjahr 1943, aber ohne jede Dringlichkeit seitens des RLM. Die Truppenbeurteilung der Maschinen war mit Ausnahme der hohen Geschwindigkeit von 700 km/h so schlecht, dass die Einstellung des Bauprogramms angeordnet wurde. Alle weiteren geplanten Varianten (D, E, F) blieben lediglich Projektentwürfe. Insgesamt wurden nur 14 Maschinen gebaut (V1 bis V6, A-01 bis A-04, V7 bis V10).

## Konstruktion
Der Rumpf der Ar 240 war in vier Teilen in Glattblech-Schalenbauweise ausgeführt, die Druckkabine besaß eine doppelte Wandung mit einer Filmschicht, die bei Durchschüssen für eine selbsttätige Abdichtung sorgen sollte. Die dreiteilige Tragfläche hatte zwei Holme und ein durchgehendes Mittelstück. Die automatischen Vorflügel öffneten sich nur bei ausgefahrenen Fowlerklappen („Wanderflügel“). Die im Flug verstellbare Flosse des Höhenleitwerks wurde bei Betätigung der Fowlerklappen mit verstellt. Die Warmluftenteisung der Tragflächen und des Leitwerks erfolgte mittels Kärcher-Öfen. Höhen- und Seitenruder waren vollständig gewichtsausgeglichen.
Die Steuerung erfolgte elektrisch über Servomotoren. Die einziehbaren Einbein-Knickstreben des Spornradfahrwerks waren doppelt bereift. Die Triebwerke waren mit Ringkühler und darunter befindlichen Ölkühlern sowie automatisch verstellbaren Propellern ausgestattet. Die drehbaren Waffenstände wurden hydraulisch betätigt, das Durchladen erfolgte elektrisch/pneumatisch. Als Sonderausrüstung wurde ein Schlauchboot im Mittelrumpf mitgeführt, das durch einen Notzug ausgelöst werden konnte.

## Technische Daten
| Kenngröße             | Daten (Ar 240 A-0)                                                                                           | Daten (Ar 240 C)                                                         |
| --------------------- | --- | ------------------------------------------------------------------------ |
| Besatzung             | 2 | 2                                                                        |
| Länge                 | 12,81 m | 13,45 m                                                                  |
| Spannweite            | 14,34 m | 16,59 m                                                                  |
| Höhe                  | 3,96 m | 3,95 m                                                                   |
| Flügelfläche          | 31,0 m² | 35 m²                                                                    |
| Flügelstreckung       | 6,6 | 7,8                                                                      |
| Flächenbelastung      | 332 kg/m² | 320 kg/m²                                                                |
| Leistungsbelastung    | 2,85 kg/PS                                                                                                   | 2,86 kg/PS                                                               |
| Leermasse             | 6.350 kg |                                                                          |
| Rüstmasse             | 6.800 kg | 8.480 kg                                                                 |
| max. Startmasse       | ca. 10.500 kg                                                                                                | 10.700 kg                                                                |
| Antrieb               | zwei V12-Motoren DB 601E, je 1.350 PS (ca. 990 kW)                                                           | zwei V12-Motoren DB 603A, je 1.750 PS (ca. 1.290 kW) Startleistung       |
| Höchstgeschwindigkeit | 668 km/h | 670 km/h in 7.000 m                                                      |
| Marschgeschwindigkeit | 598 km/h | 600 km/h                                                                 |
| Landegeschwindigkeit  | 148 km/h | 143 km/h                                                                 |
| Steigzeit             | 1,5 min auf 1000 m Höhe 10 min auf 6000 m Höhe                                                               | 1,4 min auf 1000 m Höhe 9,4 min auf 6000 m Höhe                          |
| Dienstgipfelhöhe      | 9.300–10.200 m                                                                                               | 9.800 m                                                                  |
| Reichweite            | maximal: ca. 2160 km                                                                                         | normal: 2.090 km                                                         |
| Bewaffnung            | zwei MG 17 (nach vorn feuernd), zwei Zwillings-MG 81Z in fernbedienten Waffenständen oben und unten im Rumpf | sechs MG 151, zwei ferngesteuerte Drehtürme EDL 131 Z mit je zwei MG 131 |

## Abbildungen

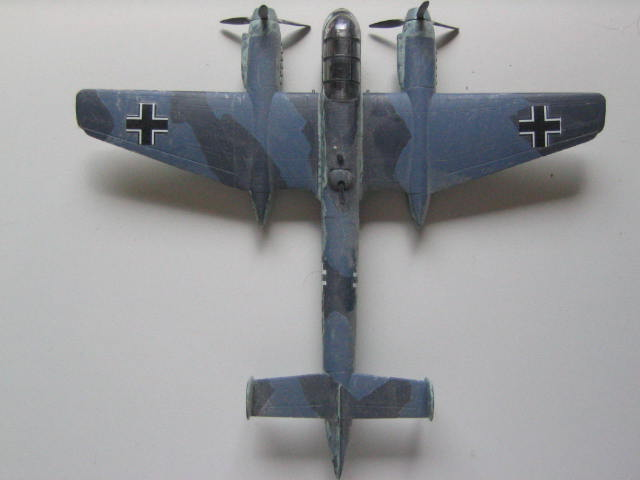
Aufsicht eines Modells; achtern der Kanzel das obere Heckgeschütz und die Periskopzieleinrichtung
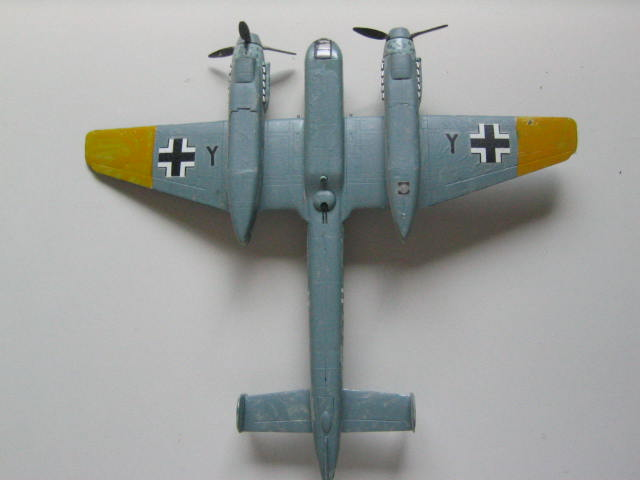
Ansicht von unten mit Bauchlafette inkl. Zieleinrichtung. Unter der linken Motor-/Fahrwerksgondel befindet sich der Landescheinwerfer, der auch ohne ausgefahrenes Fahrwerk genutzt werden kann
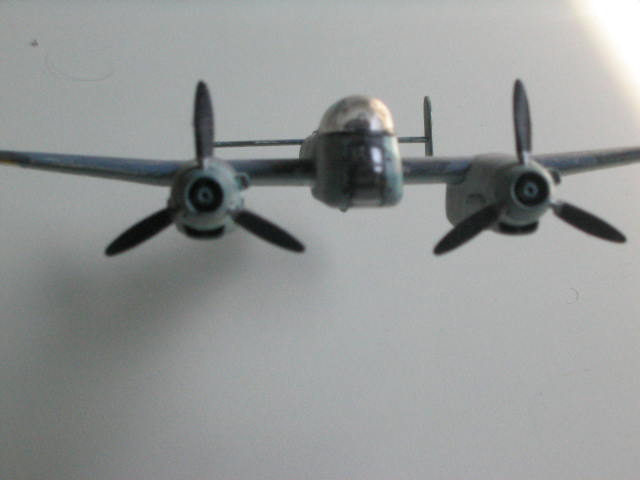
Die weit nach unten reichende Plexiglasscheibe und die offenen Propellernaben, optimierte Aerodynamik